# Белайт (річка)
Річка Белайт (малай. Sungai Belait, англ. Belait River) — річка на острові Калімантан, найбільша з чотирьох відносно великих річок держави Бруней. Протікає через Куала-Белайт, адміністративний центр округу Белайт, впадає до Південнокитайського моря.

## Географія
Виток Белайту знаходиться на пагорбах на півдні Брунею, біля кордону округів Белайт і Тутонг, неподалік від витоку річки Тутонг. Басейни двох річок розділені невисоким пасмом пагорбів, яке тягнеться на північний захід аж до моря. Річка Белайт тече спочатку на південний захід, далі повертає на північ та тече звивистим руслом, допоки біля селища Бадас не повертає на південь. У місті Куала-Белайт знову робить різкий поворот та надалі тече на півні.

## Поселення
До початку нафтових розробок на узбережжі поблизу сучасного Куала-Белайт єдиним суттєвим поселенням на березі річки Белайт було село Куала-Балаї, близько 10 км уверх по річці. Населення села займалося переробкою саго, два маленькі заводи досі існують. У селі відновлюють традиційний довгий будинок місцевих мешканців. Довгі будинки збереглися в селі Кампунг-Суканг у середній течії річки, де живуть представники народів бісая та пунанів. У верхній течії Белайту в лісовому селі Мелілас живуть ібани, колишні мисливці за головами.

## Господарство
Воду з річки Белайт використовують у газовій промисловості Брунею задля отримання скрапленого газу.